# 第95回全國高等學校野球選手權大會
第95回全國高等學校野球選手權大會是日本全國高等學校棒球錦標賽的第95屆賽事，於2013年8月8日至8月22日期間在阪神甲子園球場舉行。
本屆賽事雖然逢五的倍數屬於「紀念大會」，但與在今年春季舉行的第85回紀念選拔高等學校野球大會不一樣，並未擴大規模增加參賽名額，仍維持49隊參加。
本屆的標語為「棒球與我們合而為一」（野球が僕らを一つにする）。

## 日程
- 2012年
  - 11月7日：舉辦營運委員會，同時規劃大會日程[1]。
- 2013年
  - 4月25日：召開第一次營運委員會，決定變更抽籤方式，並同意半準決賽的四場比賽在同日進行完畢，使得半準決賽與準決賽之間多出休兵日，讓選手擁有更多時間休息[2]。
  - 6月22日：北北海道大會、沖繩大會首先開幕。
  - 7月19日：帶廣大谷（北北海道）成為首個確定晉級的學校。
  - 7月31日：仙台育英（宮城）和愛工大名電（愛知）晉級全國大會，49校參賽名單完整出爐。
  - 8月5日：抽籤儀式在大阪的Festival Hall舉行。
  - 8月15日：於中午為戰歿者默哀的慣例後，表揚福嶋一雄進入野球殿堂。他是首位將甲子園球場的黑土帶回的人物，帶動之後許多參加甲子園的球員也挖取球場土砂，以作為一生的紀念。
  - 8月22日：舉行決賽、閉幕式。前橋育英（群馬）以4比3力克延岡學園（宮崎），是自1991年的大阪桐蔭以來。相隔22年再度出現首次晉級即獲得冠軍的紀錄。

## 各地方代表學校
| 地方預賽 | 賽事期間 | 賽事期間 | 賽事期間 | 參賽 隊伍數 | 代表學校                 | 代表出場次數   | 備註                            | 本屆賽事成績   | 本屆賽事成績   | 本屆賽事成績   | 本屆賽事成績 | 本屆賽事成績 | 本屆賽事成績 |
| 地方預賽 | 賽事期間 | 賽事期間 | 賽事期間 | 參賽 隊伍數 | 代表學校                 | 代表出場次數   | 備註                            | 一回戰         | 二回戰         | 三回戰         | 八強賽       | 準決賽       | 決賽         |
| -------- | -------- | -------- | -------- | ----------- | ------------------------ | -------------- | ------------------------------- | -------------- | -------------- | -------------- | ------------ | ------------ | ------------ |
| 北北海道 | 6月23日  | ～       | 7月19日  | 97          | 帶廣大谷高等學校         | 初次出賽       |                                 | ⚫福井商       | —              | —              | —            | —            | —            |
| 南北海道 | 6月22日  | ～       | 7月21日  | 115         | 北照高等學校             | 相隔3年第3次   | 春季甲子園八強                  | ⚫常總學院     | —              | —              | —            | —            | —            |
| 青森     | 7月10日  | ～       | 7月23日  | 65          | 弘前學院聖愛高等學校     | 初次出賽       |                                 | ⚪玉野光南     | ⚪沖繩尚學     | ⚫延岡學園     | —            | —            | —            |
| 岩手     | 7月10日  | ～       | 7月26日  | 68          | 花卷東高等學校           | 相隔2年第7次   |                                 | —              | ⚪彥根東       | ⚪濟美         | ⚪鳴門       | ⚫延岡學園   | —            |
| 秋田     | 7月11日  | ～       | 7月23日  | 47          | 秋田市立秋田商業高等學校 | 連續2年第17次  |                                 | —              | ⚫富山第一     | —              | —            | —            | —            |
| 山形     | 7月12日  | ～       | 7月26日  | 49          | 日本大學山形高等學校     | 相隔6年第16次  |                                 | —              | ⚪日大三       | ⚪作新學院     | ⚪明德義塾   | ⚫前橋育英   | —            |
| 宮城     | 7月11日  | ～       | 7月28日  | 72          | 仙台育英学园高等学校     | 連續2年第24次  | 明治神宮大會優勝 春季甲子園八強 | ⚪浦和學院     | ⚫常總學院     | —              | —            | —            | —            |
| 福島     | 7月11日  | ～       | 7月28日  | 78          | 聖光學院高等學校         | 連續7年第10次  | 春季甲子園八強                  | ⚪愛工大名電   | ⚫福井商       | —              | —            | —            | —            |
| 茨城     | 7月6日   | ～       | 7月25日  | 100         | 常總學院高等學校         | 連續2年第15次  |                                 | ⚪北照         | ⚪仙台育英     | ⚪福井商       | ⚫前橋育英   | —            | —            |
| 栃木     | 7月13日  | ～       | 7月28日  | 63          | 作新學院高等學校         | 連續3年第9次   | 上屆夏季甲子園八強              | ⚪櫻井         | ⚪熊本工       | ⚫日大山形     | —            | —            | —            |
| 群馬     | 7月6日   | ～       | 7月28日  | 65          | 前橋育英高等學校         | 初次出賽       |                                 | ⚪岩國商       | ⚪樟南         | ⚪橫濱         | ⚪常總學院   | ⚪日大山形   | ⚪延岡學園   |
| 埼玉     | 7月10日  | ～       | 7月28日  | 158         | 浦和學院高等學校         | 連續2年第12次  | 春季甲子園優勝                  | ⚫仙台育英     | —              | —              | —            | —            | —            |
| 千葉     | 7月12日  | ～       | 7月27日  | 170         | 木更津綜合高等學校       | 連續2年第4次   |                                 | ⚪上田西       | ⚪西脇工       | ⚫富山第一     | —            | —            | —            |
| 東東京   | 7月6日   | ～       | 7月27日  | 137         | 修德高等學校             | 相隔9年第5次   |                                 | ⚪大分商       | ⚫鳴門         | —              | —            | —            | —            |
| 西東京   | 7月7日   | ～       | 7月28日  | 128         | 日本大學第三高等學校     | 連續3年第16次  |                                 | —              | ⚫日大山形     | —              | —            | —            | —            |
| 神奈川   | 7月7日   | ～       | 7月30日  | 188         | 橫濱高等學校             | 相隔2年第15次  |                                 | —              | ⚪丸龜         | ⚫前橋育英     | —            | —            | —            |
| 山梨     | 7月13日  | ～       | 7月27日  | 36          | 山梨縣立日川高等學校     | 相隔3年第4次   |                                 | ⚪箕島         | ⚫大阪桐蔭     | —              | —            | —            | —            |
| 靜岡     | 7月13日  | ～       | 7月29日  | 112         | 常葉學園菊川高等學校     | 相隔5年第4次   |                                 | —              | ⚪有田工       | ⚫鳴門         | —            | —            | —            |
| 愛知     | 7月6日   | ～       | 7月31日  | 190         | 愛知工業大學名電高等學校 | 連續2年第11次  |                                 | ⚫聖光學院     | —              | —              | —            | —            | —            |
| 岐阜     | 7月6日   | ～       | 7月26日  | 68          | 大垣日本大學高等學校     | 相隔6年第2次   |                                 | ⚫有田工       | —              | —              | —            | —            | —            |
| 三重     | 7月12日  | ～       | 7月30日  | 63          | 三重高等學校             | 相隔4年第11次  |                                 | —              | ⚫濟美         | —              | —            | —            | —            |
| 新潟     | 7月10日  | ～       | 7月25日  | 86          | 日本文理高等學校         | 相隔2年第7次   |                                 | ⚫大阪桐蔭     | —              | —              | —            | —            | —            |
| 長野     | 7月13日  | ～       | 7月28日  | 84          | 上田西高等學校           | 初次出賽       |                                 | ⚫木更津綜合   | —              | —              | —            | —            | —            |
| 富山     | 7月14日  | ～       | 7月28日  | 47          | 富山第一高等學校         | 初次出賽       |                                 | —              | ⚪秋田商       | ⚪木更津綜合   | ⚫延岡學園   | —            | —            |
| 石川     | 7月13日  | ～       | 7月28日  | 50          | 星稜高等學校             | 相隔6年第16次  |                                 | ⚫鳴門         | —              | —              | —            | —            | —            |
| 福井     | 7月13日  | ～       | 7月26日  | 30          | 福井縣立福井商業高等學校 | 相隔2年第22次  |                                 | ⚪帶廣大谷     | ⚪聖光學院     | ⚫常總學院     | —            | —            | —            |
| 滋賀     | 7月13日  | ～       | 7月29日  | 52          | 滋賀縣立彥根東高等學校   | 初次出賽       |                                 | —              | ⚫花卷東       | —              | —            | —            | —            |
| 京都     | 7月13日  | ～       | 7月27日  | 79          | 福知山成美高等學校       | 相隔5年第4次   |                                 | ⚫沖繩尚學     | —              | —              | —            | —            | —            |
| 大阪     | 7月6日   | ～       | 7月28日  | 177         | 大阪桐蔭高等學校         | 連續2年第7次   | 上屆夏季甲子園優勝              | ⚪日本文理     | ⚪日川         | ⚫明德義塾     | —            | —            | —            |
| 兵庫     | 7月6日   | ～       | 7月28日  | 162         | 兵庫縣立西脇工業高等學校 | 初次出賽       |                                 | ⚪石見智翠館   | ⚫木更津綜合   | —              | —            | —            | —            |
| 奈良     | 7月13日  | ～       | 7月28日  | 42          | 奈良縣立櫻井高等學校     | 初次出賽       |                                 | ⚫作新學院     | —              | —              | —            | —            | —            |
| 和歌山   | 7月12日  | ～       | 7月27日  | 39          | 和歌山縣立箕島高等學校   | 相隔29年第8次  |                                 | ⚫日川         | —              | —              | —            | —            | —            |
| 岡山     | 7月13日  | ～       | 7月26日  | 59          | 岡山縣立玉野光南高等學校 | 相隔11年第3次  |                                 | ⚫弘前學院聖愛 | —              | —              | —            | —            | —            |
| 廣島     | 7月12日  | ～       | 7月30日  | 92          | 廣島縣瀨戶內高等學校     | 相隔13年第2次  |                                 | —              | ⚫明德義塾     | —              | —            | —            | —            |
| 鳥取     | 7月13日  | ～       | 7月27日  | 25          | 鳥取城北高等學校         | 連續2年第3次   |                                 | ⚫熊本工       | —              | —              | —            | —            | —            |
| 島根     | 7月14日  | ～       | 7月26日  | 39          | 石見智翠館高等學校       | 相隔8年第8次   |                                 | ⚫西脇工       | —              | —              | —            | —            | —            |
| 山口     | 7月13日  | ～       | 7月29日  | 59          | 山口縣立岩國商業高等學校 | 相隔27年第4次  |                                 | ⚫前橋育英     | —              | —              | —            | —            | —            |
| 香川     | 7月11日  | ～       | 7月26日  | 40          | 香川縣立丸龜高等學校     | 相隔13年第4次  |                                 | —              | ⚫橫濱         | —              | —            | —            | —            |
| 德島     | 7月13日  | ～       | 7月27日  | 31          | 德島縣立鳴門高等學校     | 連續2年第8次   |                                 | ⚪星稜         | ⚪修德         | ⚪常葉菊川     | ⚫花卷東     | —            | —            |
| 愛媛     | 7月13日  | ～       | 7月27日  | 60          | 濟美高等學校             | 相隔5年第4次   | 春季甲子園準優勝                | —              | ⚪三重         | ⚫花卷東       | —            | —            | —            |
| 高知     | 7月13日  | ～       | 7月27日  | 32          | 明德義塾高等學校         | 連續4年第15次  | 上屆夏季甲子園四強              | —              | ⚪瀨戶內       | ⚪大阪桐蔭     | ⚫日大山形   | —            | —            |
| 福岡     | 7月9日   | ～       | 7月30日  | 134         | 自由之丘高等學校         | 初次出賽       |                                 | —              | ⚫延岡學園     | —              | —            | —            | —            |
| 佐賀     | 7月6日   | ～       | 7月21日  | 41          | 佐賀縣立有田工業高等學校 | 初次出賽       |                                 | ⚪大垣日大     | ⚫ 常葉菊川    | —              | —            | —            | —            |
| 長崎     | 7月6日   | ～       | 7月21日  | 57          | 佐世保實業高等學校       | 連續2年第5次   |                                 | ⚫樟南         | —              | —              | —            | —            | —            |
| 熊本     | 7月6日   | ～       | 7月24日  | 63          | 熊本縣立熊本工業高等學校 | 相隔3年第20次  |                                 | ⚪鳥取城北     | ⚫作新學院     | —              | —            | —            | —            |
| 大分     | 7月6日   | ～       | 7月23日  | 45          | 大分縣立大分商業高等學校 | 相隔16年第15次 |                                 | ⚫修德         | —              | —              | —            | —            | —            |
| 宮崎     | 7月6日   | ～       | 7月20日  | 48          | 延岡學園高等學校         | 相隔3年第7次   |                                 | —              | ⚪自由之丘     | ⚪弘前学院聖愛 | ⚪富山第一   | ⚪ 花卷東    | ⚫前橋育英   |
| 鹿兒島   | 7月6日   | ～       | 7月23日  | 73          | 樟南高等學校             | 相隔4年第18次  |                                 | ⚪佐世保實     | ⚫前橋育英     | —              | —            | —            | —            |
| 沖繩     | 6月22日  | ～       | 7月21日  | 63          | 沖繩尚學高等學校         | 相隔8年第6次   |                                 | ⚪福知山成美   | ⚫弘前学院聖愛 | —              | —            | —            | —            |

## 賽事抽籤規則
各隊於大會開始前先抽出各自的第一場賽事，包括屬於一回戰的17場賽事，以及屬於二回戰的前7場賽事及第8場賽事的其中一隊；各場比賽結束後，由獲勝隊伍於賽後直接抽選下一場賽事，為了讓各隊伍在賽事期間可以有最長的休息時間，列有以下場次抽選規則：
- 第1日一回戰的三場勝隊，可抽選第7日二回戰的最後兩場賽事。
- 第2、3日一回戰的勝隊，可抽選第8日二回戰的賽事。
- 第4、5日一回戰的勝隊，可抽選第9日二回戰的賽事。
- 為了避免第9日二回戰的隊伍要直接在第10日參加三回戰，因此該日三隻二回戰獲勝隊伍只會抽選第11日三回戰的賽事。
- 為了讓第12日八強賽的隊伍可以有最長的休息時間，第10日三回戰獲勝的隊伍只會抽選第12日的前兩場賽事，第11日三回戰獲勝的隊伍只會抽選第12日的後兩場賽事。

## 賽事結果

### 一回戰
| 比賽日期          | 場次  | 勝利方       | 比分     | 敗戰方     | 備註 | 賽事進行時間 | 勝利校的下一場賽事         |
| ----------------- | ----- | ------------ | -------- | ---------- | ---- | ------------ | -------------------------- |
| 8月8日 （第1日）  | 第1場 | 有田工       | 5 - 4    | 大垣日大   |      | 1小時55分    | 有田工：第7日・第3場       |
| 8月8日 （第1日）  | 第2場 | 大阪桐蔭     | 10 - 2   | 日本文理   |      | 2小時8分     | 大阪桐蔭：第7日・第4場     |
| 8月8日 （第1日）  | 第3場 | 日川         | 4 - 2    | 箕島       |      | 1小時59分    | 日川：第7日・第4場         |
| 8月9日 （第2日）  | 第1場 | 聖光學院     | 4 - 3    | 愛工大名電 |      | 2小時7分     | 聖光學院：第8日・第1場     |
| 8月9日 （第2日）  | 第2場 | 熊本工       | 3 - 2    | 鳥取城北   |      | 2小時3分     | 熊本工：第8日・第2場       |
| 8月9日 （第2日）  | 第3場 | 修德         | 8 - 2    | 大分商     |      | 1小時49分    | 修德：第8日・第4場         |
| 8月9日 （第2日）  | 第4場 | 常總學院     | 6 - 0    | 北照       |      | 1小時31分    | 常總學院：第8日・第3場     |
| 8月10日 （第3日） | 第1場 | 鳴門         | 12 - 5   | 星稜       |      | 2小時22分    | 鳴門：第8日・第4場         |
| 8月10日 （第3日） | 第2場 | 作新學院     | 17 - 5   | 桜井       |      | 2小時22分    | 作新學院：第8日・第2場     |
| 8月10日 （第3日） | 第3場 | 福井商       | 4 - 3    | 帶廣大谷   |      | 2小時16分    | 福井商：第8日・第1場       |
| 8月10日 （第3日） | 第4場 | 仙台育英     | 11x - 10 | 浦和學院   |      | 2小時59分    | 仙台育英：第8日・第3場     |
| 8月11日 （第4日） | 第1場 | 木更津綜合   | 7 - 5    | 上田西     |      | 2小時7分     | 木更津綜合：第9日・第2場   |
| 8月11日 （第4日） | 第2場 | 沖繩尚學     | 8 - 7    | 福知山成美 |      | 2小時30分    | 沖繩尚學：第9日・第1場     |
| 8月11日 （第4日） | 第3場 | 弘前學院聖愛 | 6 - 0    | 玉野光南   |      | 1小時47分    | 弘前學院聖愛：第9日・第1場 |
| 8月11日 （第4日） | 第4場 | 西脇工       | 4 - 1    | 石見智翠館 |      | 1小時46分    | 西脇工：第9日・第2場       |
| 8月12日 （第5日） | 第1場 | 前橋育英     | 1 - 0    | 岩國商     |      | 1小時31分    | 前橋育英：第9日・第3場     |
| 8月12日 （第5日） | 第2場 | 樟南         | 1 - 0    | 佐世保實   |      | 1小時45分    | 樟南：第9日・第3場         |

### 二回戰
| 比賽日期          | 場次  | 勝利方       | 比分   | 敗戰方   | 備註       | 賽事進行時間 | 勝利校的下一場賽事          |
| ----------------- | ----- | ------------ | ------ | -------- | ---------- | ------------ | --------------------------- |
| 8月12日           | 第3場 | 延岡學園     | 4 - 2  | 自由之丘 |            | 1小時55分    | 延岡學園：第11日・第2場     |
| 8月13日 （第6日） | 第1場 | 橫濱         | 7 - 1  | 丸龜     |            | 2小時11分    | 橫濱：第11日・第3場         |
| 8月13日 （第6日） | 第2場 | 日大山形     | 7 - 1  | 日大三   |            | 2小時8分     | 日大山形：第10日・第4場     |
| 8月13日 （第6日） | 第3場 | 花卷東       | 9 - 5  | 彥根東   |            | 2小時1分     | 花卷東：第10日・第1場       |
| 8月13日 （第6日） | 第4場 | 明德義塾     | 2 - 1  | 瀨戶內   |            | 1小時49分    | 明德義塾：第10日・第2場     |
| 8月14日 （第7日） | 第1場 | 富山第一     | 5 - 0  | 秋田商   |            | 2小時7分     | 富山第一：第11日・第4場     |
| 8月14日 （第7日） | 第2場 | 濟美         | 9 - 7  | 三重     |            | 2小時30分    | 濟美：第10日・第1場         |
| 8月14日 （第7日） | 第3場 | 常葉菊川     | 5 - 3  | 有田工   |            | 1小時47分    | 常葉菊川：第10日・第3場     |
| 8月14日 （第7日） | 第4場 | 大阪桐蔭     | 4x - 3 | 日川     | 延長至10局 | 2小時16分    | 大阪桐蔭：第10日・第2場     |
| 8月15日 （第8日） | 第1場 | 福井商       | 2 - 1  | 聖光學院 |            | 1小時54分    | 福井商：第11日・第1場       |
| 8月15日 （第8日） | 第2場 | 作新學院     | 4 - 0  | 熊本工   |            | 1小時59分    | 作新學院：第10日・第4場     |
| 8月15日 （第8日） | 第3場 | 常總學院     | 4 - 1  | 仙台育英 |            | 1小時59分    | 常總學院：第11日・第1場     |
| 8月15日 （第8日） | 第4場 | 鳴門         | 6x - 5 | 修德     | 延長至10局 | 2小時21分    | 鳴門：第10日・第3場         |
| 8月16日 （第9日） | 第1場 | 弘前學院聖愛 | 4 - 3  | 沖繩尚學 |            | 1小時49分    | 弘前學院聖愛：第11日・第2場 |
| 8月16日 （第9日） | 第2場 | 木更津綜合   | 3 - 1  | 西脇工   |            | 1小時53分    | 木更津綜合：第11日・第4場   |
| 8月16日 （第9日） | 第3場 | 前橋育英     | 1 - 0  | 樟南     |            | 1小時46分    | 前橋育英：第11日・第3場     |

### 三回戰
| 比賽日期           | 場次  | 勝利方   | 比分   | 敗戰方       | 備註       | 賽事進行時間 | 勝利校的下一場賽事      |
| ------------------ | ----- | -------- | ------ | ------------ | ---------- | ------------ | ----------------------- |
| 8月17日 （第10日） | 第1場 | 花卷東   | 7 - 6  | 濟美         | 延長至10局 | 2小時37分    | 花卷東：八強賽・第1場   |
| 8月17日 （第10日） | 第2場 | 明德義塾 | 5 - 1  | 大阪桐蔭     |            | 1小時38分    | 明德義塾：八強賽・第2場 |
| 8月17日 （第10日） | 第3場 | 鳴門     | 17 - 1 | 常葉菊川     |            | 2小時18分    | 鳴門：八強賽・第1場     |
| 8月17日 （第10日） | 第4場 | 日大山形 | 5 - 2  | 作新學院     |            | 1小時52分    | 日大山形：八強賽・第2場 |
| 8月18日 （第11日） | 第1場 | 常總學院 | 9 - 1  | 福井商       |            | 2小時12分    | 常總學院：八強賽・第3場 |
| 8月18日 （第11日） | 第2場 | 延岡學園 | 10 - 0 | 弘前學院聖愛 |            | 1小時59分    | 延岡學園：八強賽・第4場 |
| 8月18日 （第11日） | 第3場 | 前橋育英 | 7 - 1  | 橫濱         |            | 1小時56分    | 前橋育英：八強賽・第3場 |
| 8月18日 （第11日） | 第4場 | 富山第一 | 8 - 0  | 木更津綜合   |            | 2小時39分    | 富山第一：八強賽・第4場 |

### 八強賽
| 比賽日期           | 場次  | 勝利方   | 比分   | 敗戰方   | 備註       | 賽事進行時間 | 勝利校的下一場賽事      |
| ------------------ | ----- | -------- | ------ | -------- | ---------- | ------------ | ----------------------- |
| 8月19日 （第12日） | 第1場 | 花卷東   | 5 - 4  | 鳴門     |            | 2小時29分    | 花卷東：準決賽・第2場   |
| 8月19日 （第12日） | 第2場 | 日大山形 | 4 - 3  | 明德義塾 |            | 2小時3分     | 日大山形：準決賽・第1場 |
| 8月19日 （第12日） | 第3場 | 前橋育英 | 3x - 2 | 常總學院 | 延長至10局 | 2小時21分    | 前橋育英：準決賽・第1場 |
| 8月19日 （第12日） | 第4場 | 延岡學園 | 5x - 4 | 富山第一 | 延長至11局 | 2小時29分    | 延岡學園：準決賽・第2場 |

### 準決賽
| 比賽日期           | 場次  | 勝利方   | 比分  | 敗戰方   | 備註 | 賽事進行時間 |
| ------------------ | ----- | -------- | ----- | -------- | ---- | ------------ |
| 8月21日 （第13日） | 第1場 | 前橋育英 | 4 - 1 | 日大山形 |      | 1小時48分    |
| 8月21日 （第13日） | 第2場 | 延岡學園 | 2 - 0 | 花卷東   |      | 1小時38分    |

### 決賽
8月22日（第14日）
| 前橋育英 | 0 | 0 | 0 | 0 | 3 | 0 | 1 | 0 | 0 | 4 | 10 | 1 |
| 延岡學園 | 0 | 0 | 0 | 3 | 0 | 0 | 0 | 0 | 0 | 3 | 6  | 4 |
| 先發投手： 前：高橋光成（2年級） 延：橫瀨貴廣（3年級）→井手一郎（2年級）→奈須怜斗（3年級） 註解： [裁判]（主審）窪田、（一壘）長谷川、（二壘）野口、（三壘）田中 |   |   |   |   |   |   |   |   |   |   |    |   |

## 大會全壘打
| 一回戰 - 第01號：森友哉 （大阪桐蔭） - 第02號：近田拓矢 （大阪桐蔭） - 第03號：森友哉 （大阪桐蔭） - 第04號：渡邊大雅 （日本文理） - 第05號：山田基樹 （日川） - 第06號：山形勝一 （日川） - 第07號：廣瀨克彌 （日川） - 第08號：石濱亮太 （愛工大名電） - 第09號：酒谷遼 （聖光學院） - 第10號：工藤誠也 （熊本工） - 第11號：森田寬之輔（修德） - 第12號：內田靖人 （常總學院） - 第13號：松本高德 （鳴門） - 第14號：北村拓己 （星稜） - 第15號：木下恭仁 （櫻井） - 第16號：龜井紳之介（帶廣大谷） - 第17號：諸見里匠 （沖繩尚學） - 第18號：坂本義仁 （福知山成美） - 第19號：一戶將 （聖愛） | 二回戰 - 第20號：高濱祐仁 （橫濱） - 第21號：奧村展征 （日大山形） - 第22號：稻見優樹 （日大三） - 第23號：宋皞均 （明德義塾） - 第24號：桑原樹 （常葉菊川） - 第25號：山下勇斗 （作新學院） - 第26號：菊名裕貴 （仙台育英） - 第27號：伊勢隼人 （鳴門） - 第28號：平良勇貴 （沖繩尚學） | 三回戰 - 第29號：安樂智大 （濟美） - 第30號：峯本匠 （大阪桐蔭） - 第31號：小林勇介 （作新學院） - 第32號：眼龍達矢 （常總學院） - 第33號：內田靖人 （常總學院） - 第34號：工藤陽平 （前橋育英） - 第35號：田村駿人 （前橋育英） | 八強赛 - 第36號：岸里亮佑 （花東） 準決赛 無 決赛 - 第37號：田村駿人 （前橋育英） |

## 紀錄

### 個人紀錄
| 紀錄           | 紀錄    | 選手名   | 所屬學校 | 對手        | 備註                |
| -------------- | ------- | -------- | -------- | ----------- | ------------------- |
| 甲子園球速顯示 | 155km/h | 安樂智大 | 濟美     | 2回戰對三重 | 平大會記錄（第2人） |

### 團隊紀錄
| 紀錄         | 學校       | 對手            | 備註       |
| ------------ | ---------- | --------------- | ---------- |
| 初出場初優勝 | 前橋育英   | -               | 史上第12次 |
| 完成三殺     | 愛工大名電 | 1回戰對聖光學院 | 史上第8次  |

### 其他紀錄
- 無雨天順延日 - 第93回（2011年）以來相隔兩年

## 其他
亞軍球隊延岡學園的女經理的牧野，她的前男友、同時也是棒球隊員藤井不幸在三年前溺水過世。雖然經歷此種苦痛，但牧野仍然強忍傷悲，為了延續藤井「前進甲子園」的夢想，毅然加入棒球社擔任經理。在此期間，她吃了許多苦頭，看見棒球社練習時常想起藤井，甚至放學後騎著腳踏車時忍不住哭泣，不過她並未選擇放棄，最終延岡學園終於在宮崎大會上獲勝。總教練重本在地方大會過後的某一天，將球隊集合，把當天獲勝的決勝球親自交給牧野：「因為三年來，牧野是最辛苦努力的」。
十天後，藤井的父親拜訪牧野家，一見到牧野的臉，便止不住淚水，說:「謝謝，妳很努力了」。後來，藤井的父親知道牧野內心一直覺得「沒辦法以女朋友的身份好好守護藤井」而後悔自責，於是寫了信：「不是妳的錯，是妳實現他的夢想，謝謝」。
棒球隊上的吉田與藤井小學、中學時都是同班同學，當初不敢向牧野提起藤井的事，但今年晉級甲子園後兩人終於能脫口說出了：「為了他，加油吧。」牧野則說：「第一個目標（前進甲子園）已經完成了，希望接下來能達成大家的目標『甲子園優勝』」。
最後，延岡學園在不被媒體看好下，打進決賽，獲得亞軍，創造校史的最佳成績。

## 外部連結
- 第95回全國高等學校野球選手權紀念大會 （页面存档备份，存于）  - 日本高等學校野球聯盟 （日語）
- 全国高校野球選手権大会 （页面存档备份，存于） - 每日新聞 （日語）
- 朝日新聞デジタル：高校野球 （页面存档备份，存于） - 朝日新聞 （日語）
- 高校野球2013：高校野球 （页面存档备份，存于） - 讀賣新聞 （日語）
- ABC朝日放送 第95回全国高等学校野球選手権記念大会 - ABC朝日放送 （日語）